# Heinrich Hoschke
Johann Alexander Christian Heinrich Hoschke (* 18. Februar 1811 in Arnstadt; † 20. Mai 1861 ebenda) war ein Lehrer, Autor und Politiker im Fürstentum Schwarzburg-Sondershausen.

## Leben
Hoschke war der Sohn des Schuhmachermeisters Johann Martin Hoschke und dessen Ehefrau Johanna Ernestine Sophie geb. Baumgarten (* 16. Mai 1776; † 7. Dezember 1845). Er verlobte sich am 2. Mai 1840 mit der jungen Therese Adelheid Louise Lantz (* 20. April 1824 in Doberschau; † 30. Juli 1901 in Arnstadt), Tochter des Rittergutsbesitzers Jakob Lantz (* Februar 1781; † 1. April 1854; Hoschkes Prinzipal während seiner Privatlehrerzeit in Doberschau); die Heirat war am 2. Mai 1841 in Dresden. Das Ehepaar hatte neun Kinder.
Nach dem Abitur 1831 in Arnstadt studierte Hoschke bis 1834 in Jena Theologie. Von 1834 bis 1837 arbeitete er als Hauslehrer in Liebenstein bei Plaue und in Doberschau in der sächsischen Oberlausitz. Ab Herbst 1837 besuchte er in Dresden die polytechnische Schule und das Blochmann-Vitzthumʼsche Geschlechtsgymnasium; ab Anfang 1838 besuchte er in Leipzig akademische Vorlesungen in Mathematik, Physik, Chemie und Astronomie sowie die dortige höhere Bürger- und Realschule. Dort verfasste er eine Schrift, die für derartige Schulen werben sollte. Ostern 1839 wurde er Collaborator am Gymnasium in Arnstadt und Lehrer der damit kombinierten Realklasse, 1845 Oberlehrer. Die Situation des Realschulunterrichts blieb jedoch lange unbefriedigend. Erst im Oktober 1857 wurde eine Realschule und eine höhere Mädchenschule förmlich eingerichtet; Hoschke wurde mit der vorläufigen Leitung betraut. 1859 erhielt er den Titel „Professor“; im März 1860 erhielt er definitiv die Direktion der Realschule mit dem Titel „Realschuldirektor“.
1853 wurde er Mitgründer und korrespondierendes Mitglied im Fürstlichen Verein für deutsche Geschichts- und Altertumskunde in Sondershausen. Daneben war er Mitglied im Hennebergischen Altertumsforschenden Verein, dem Verein für thüringische Geschichte und Altertumskunde in Jena, und ab 1856 dem Naturwissenschaftlichen Verein für die Provinz Sachsen und Thüringen in Halle. Er war Autor einer Vielzahl von Schriften. Dazu zählten historische, pädagogische und naturwissenschaftliche Artikel in Schulprogrammen und verschiedenen Zeitschriften.
Unter dem Pseudonym „Bruno Lantz“ war Hoschke Mitbegründer und Redakteur der Wochenzeitung Thuringia. Zeitschrift zur Kunde des Vaterlandes (1841–1843);             als „Vivat Juchhe“ publizierte er Unterhaltsames.
Von Ende 1840 bis Frühjahr 1841 bot Hoschke öffentliche Abendvorträge über physikalische Themen an. In der revolutionären Zeit von 1848 nahm er lebhaft an öffentlichen Diskussionen teil. In dem Verein für Bürgerversammlungen, den F. B. Busch im April 1848 ins Leben rief, übernahm er eine Position im Vorstand. Vom 2. Februar 1852 an war er Abgeordneter für Arnstadt im 3. Landtag des Fürstentums, in unmittelbarer gleicher geheimer Wahl nachgewählt für den zurückgetretenen Friedrich Chop. Zu den Neuerungen, die der Landtag auf Wunsch der Regierung Schönemann einführte, gehörte ein neues Wahlrecht, das (a) ein Zwei-Klassen-System und (b) ein rudimentäres Zwei-Kammern-System mit lebenslänglichen Parlamentsmitgliedern einführte. Hoschke gehörte zu der Minderheit von Abgeordneten (5 gegen 10), die dem Gesetzentwurf nicht zustimmten.

## Nachweise
1. ↑  Todesanzeige in Der Deutsche. Sondershäuser Zeitung vom 23. Mai 1861, S. 504.
2. ↑  Todes- und Altersangabe in Privilegirtes Arnstädtisches Regierungs- und Intelligenz-Blatt vom 7. Februar 1846, S. 40.
3. ↑  Privilegirtes Arnstädtisches Regierungs- und Intelligenz-Blatt vom 2. Mai 1840, S. 72.
4. ↑  Todes- und Altersangabe in Privilegirtes Arnstädtisches Regierungs- und Intelligenz-Blatt vom 2. September 1854, S. 318.
5. ↑  Verzeichnis der Arnstädter Abiturienten S. 16.
6. ↑  Vgl. Verzeichnis der Studierenden in Jena No. 15 (WS 1833/34), Nr. 194.
7. ↑  Die höhere Bürgerschule. Worte zur Verständigung über Zweck und Bedeutung derselben. Leipzig 1838. (Besprechung in Allgemeine Schulzeitung vom 20. Juli 1839, Spalte 929‒933.)
8. ↑  Programm Arnstadt 1840, S. 11.
9. ↑  Fürstlich Schwarzb. Regierungs- und Intelligenz-Blatt vom 26. April 1845, S. 165.
10. ↑  Vgl. Hoschkes Bericht im Landtag (Protokoll vom 29. Juli 1852, S. 579‒581).
11. ↑  Fürstlicher Erlass, Hoschkes Programm und weitere Details in Privilegirtes Arnstädtisches Regierungs- und Intelligenz-Blatt vom 3., 10. und 31. Oktober 1857, S. 371, 382f. und 405f.
12. ↑  Fürstlich Schwarzb. Regierungs- und Intelligenz-Blatt vom 24. September 1859, S. 439.
13. ↑  Der Deutsche. Sondershäuser Zeitung vom 6. März 1860, S. 229.
14. ↑  Vgl. Zeitschrift des Vereins für thüringische Geschichte und Alterthumskunde, 1. Band, 1854,                S. 21.
15. ↑  Er richtete die 14. Generalversammlung Ende Mai 1860 in Arnstadt aus; Berichte in der Zeitschrift des Vereins, 15. Band, 1860, S. 389‒397, und in Der Deutsche. Sondershäuser Zeitung vom 14. Juni 1860, S. 596.
16. ↑  z. B. Urkundliche Nachrichten über die zum Besten unserer Anstalt gestifteten Legate und Stipendien im Programm 1848; Ueber unser indisch-arabisches Ziffersystem im Programm der Realschule 1861, S. 3–6.
17. ↑  z. B. über -ieren und -iren in Allgemeiner Anzeiger und Nationalzeitung der Deutschen Jg. 1842, 2. Band, Spalte 4685‒4690.
18. ↑  Laut Nachruf war er auch Mitglied der Berlinischen Gesellschaft für Deutsche Sprache (und Alterthumskunde) und Verfasser einer Systematischen Botanik für russische Schulen.
19. ↑  Vgl. die Verlagswerbung sowie Rolf Stangenberger: „THURINGIA – Zeitschrift vaterländischer Dichter und Schriftsteller zur Kunde des Vaterlandes“ 1841 – 1843. In: Aus der Vergangenheit von Arnstadt und Umgebung. Ein heimatkundliches Lesebuch. 15. Heft, 2006. S. 37–53.
20. ↑  Der fidele Kirmsen-Bursche oder Bruder Lustig aus Fröhlichenthal. Eine Sammlung von Anekdoten, Witzen und Schnurren zum Todtlachen, von Vivat Juchhe. 2. Aufl. Arnstadt 1846. Digitalisat.
21. ↑  Vgl. Privilegirtes Arnstädtisches Regierungs- und Intelligenz-Blatt vom 21. November 1840, S. 203.
22. ↑  z. B. in Privilegirtes Arnstädtisches Regierungs- und Intelligenz-Blatt vom 1. April 1848, S. 113f.
23. ↑  Privilegirtes Arnstädtisches Regierungs- und Intelligenz-Blatt vom 8. und 15. April 1848, S. 124f. und 135.
24. ↑  laut Thüringer Zeitung vom 30. April 1848, Nr. 65, hier zitiert nach Ziegenhardt S. 72 mit Anm. 53.
25. ↑  Privilegirtes Arnstädtisches Regierungs- und Intelligenz-Blatt vom 10. Januar 1852, S. 9f., und Landtagsprotokoll vom 2. Februar 1852, S. 44. Schließung des Landtags am 31. Juli 1852.
26. ↑  Gesetz-Sammlung 1852 Nr. 62.
27. ↑  Landtagsprotokoll vom 31. Juli 1852, S. 597.

| Personendaten    | Personendaten                                                     |
| ---------------- | ----------------------------------------------------------------- |
| NAME             | Hoschke, Heinrich                                                 |
| ALTERNATIVNAMEN  | Hoschke, Johann Alexander Christian Heinrich (vollständiger Name) |
| KURZBESCHREIBUNG | deutscher Lehrer, Autor und Politiker                             |
| GEBURTSDATUM     | 18. Februar 1811                                                  |
| GEBURTSORT       | Arnstadt                                                          |
| STERBEDATUM      | 20. Mai 1861                                                      |
| STERBEORT        | Arnstadt                                                          |